# Sergiusz Nikołajczuk
Sergiusz Nikołajczuk (ur. 1942, zm. 2 września 2022) – polski ekonomista, dr hab.

## Życiorys
Obronił pracę doktorską, następnie uzyskał stopień doktora habilitowanego. Został zatrudniony na stanowisku profesora w Katedrze Finansów Przedsiębiorstwa, Kolegium Zarządzania i Finansów Szkole Głównej Handlowej w Warszawie oraz w Akademii Finansów i Biznesu Vistula.
Awansował na stanowisko profesora nadzwyczajnego we Wszechnicy Polskiej Szkole Wyższej w Warszawie.

## Odznaczenia
- Złoty Krzyż Zasługi[1]
- Srebrny Krzyż Zasługi[1]